# Ares I-X
Ares I-X è stata una missione di collaudo nell'ambito dello sviluppo del vettore Ares I. Lo scopo del test era la dimostrazione del sistema di controllo di volo durante la salita, dei paracadute di recupero, dei sistemi di assemblaggio, di lancio e di recupero. Poiché la NASA ha pianificato di utilizzare entrambe le piattaforme di lancio (39A e 39B) per la missione STS-125 e la missione di recupero STS-400, il test Ares I-X è stato rinviato inizialmente al 31 luglio, successivamente a non prima del 30 agosto ed infine al 27 ottobre 2009, ma rimandato al giorno seguente a causa di avverse condizioni meteorologiche. Il lancio è avvenuto con successo il 28 ottobre 2009 alle 16.30 ora italiana.

## Descrizione

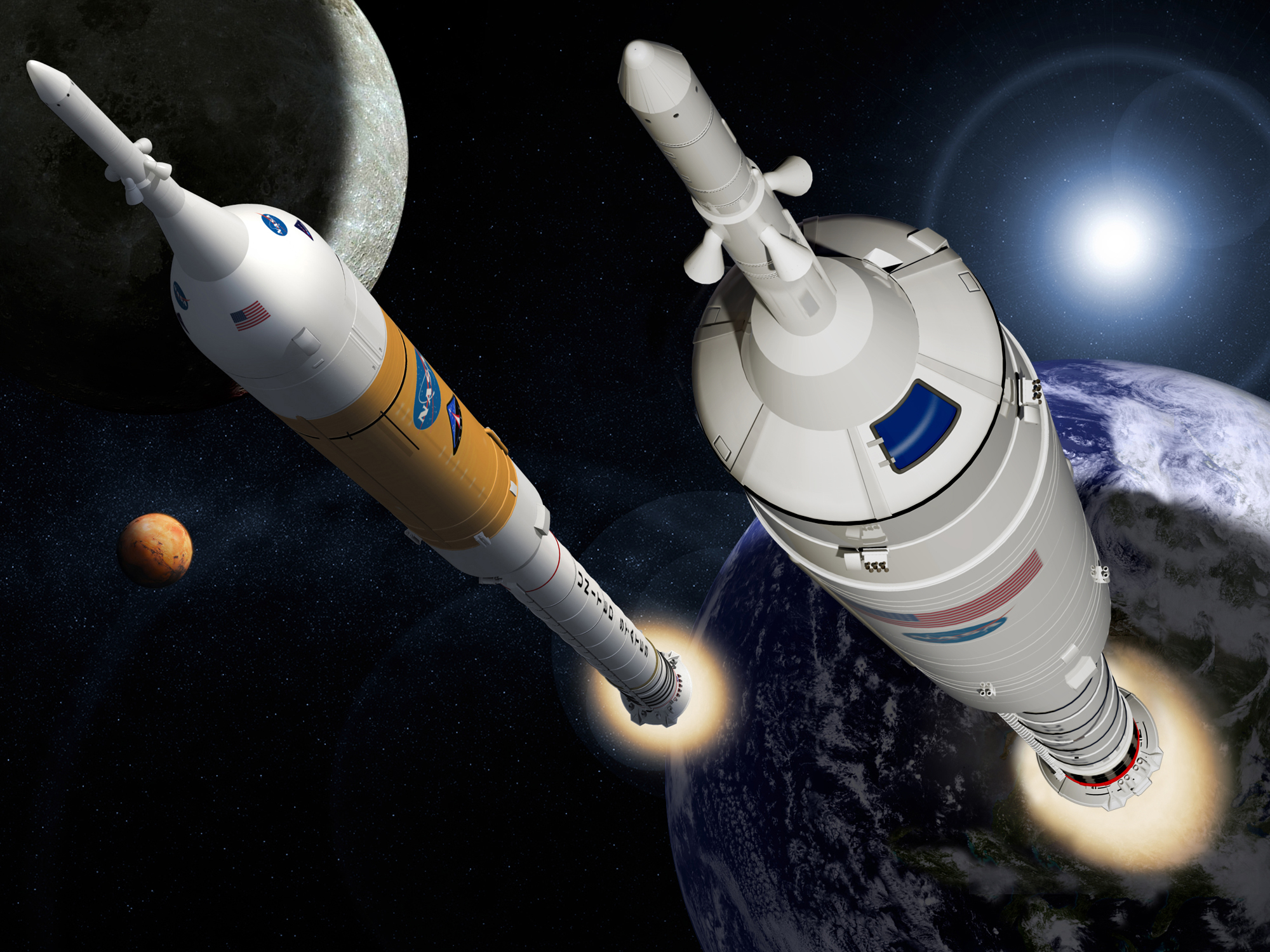
Raffigurazione artistica di Ares I (sinistra) e Ares I-X (destra)

Il vettore di test era simile per peso e dimensione ad un razzo Ares I contenente la navetta Orion e ed alimentato da un singolo razzo a combustibile solido con quattro segmenti, analogo a quelli utilizzati nello Space Shuttle, e modificato per includere un quinto segmento inattivo. La navetta Orion e lo stadio superiore saranno sostituiti da modelli.
Il test ha seguito la traiettoria di un vero lancio, con velocità massima di 4,7 Mach e altezza massima di 150 000 piedi (46 000 m). Il test ha riguardato il primo stadio, e lo stadio superiore assieme al modello della navetta Orion è ricaduto nell'oceano Atlantico dopo la separazione. Il primo stadio ha poi dispiegato i paracadute ed è caduto nell'oceano in sicurezza. I tecnici hanno recuperato i dati di volo per le verifiche.
Il secondo test, chiamato Ares I-Y, era previsto per il 2012 e sarebbe servito per collaudare i nuovi razzi a combustibile solido a cinque segmenti, il sistema di controllo di volo, il propulsore J-2X e l'avionica, ma è stato cancellato.

## Configurazione
Il vettore aveva un finto stadio superiore chiamato Upper Stage Simulator (USS) che simulava la presenza del vero stadio superiore. L'USS possiede la stessa forma, peso e centro di gravità del componente, a cui verrà collegata in futuro la navetta Orion. Inoltre erano presenti moltissimi sensori per la misura della temperatura, delle vibrazioni per raccogliere dati preziosi per i futuri sviluppi del vettore.
Al posto della vera navetta Orion era presente, anche in questo caso, un simulatore chiamato Crew Module/Launch Abort System Simulator (CM/LAS)che possedeva tutte le caratteristiche della navetta e del suo sistema di annullamento del lancio, oltre a vari sensori. Tra essi furono presenti sensori aerodinamici per misurare l'accelerazione e l'angolo di attacco del velivolo.
L'USS e il CM/LAS, effettuato l'ammaraggio nell'oceano, sono stati recuperati al termine del test.

## Il lancio
Il lancio è avvenuto con successo il 29 ottobre 2009. Le preoccupazioni sulle forze eccessive di gravità erano infondate, il razzo completò correttamente la missione.

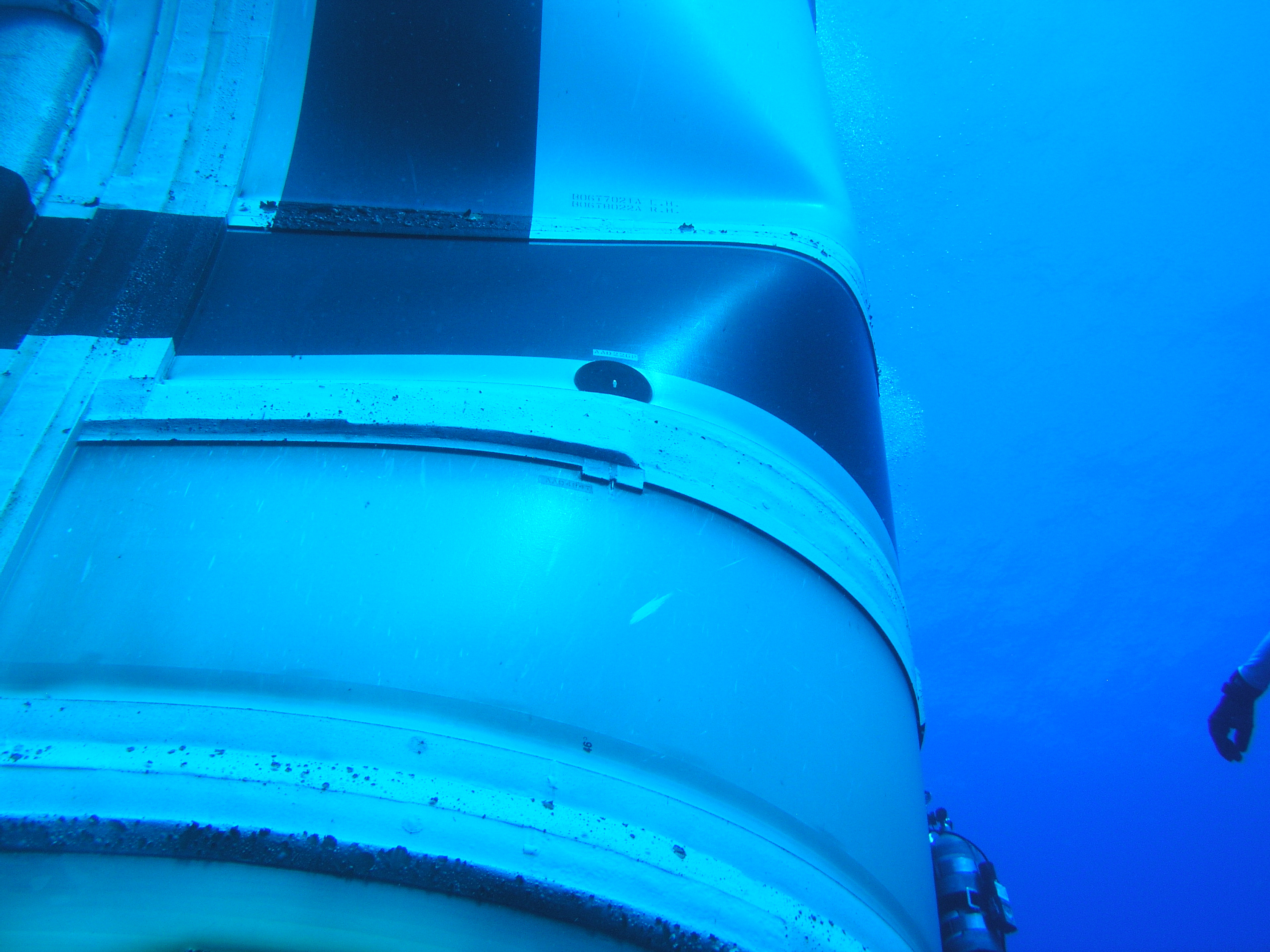
Il primo stadio danneggiato

La fusoliera del primo stadio registrò un danno alla struttura esterna, del quale, però, la NASA non specificò se fu causato dalla fallita apertura dei paracadute o da un cedimento dovuto alle forze aerodinamiche.
Durante la discesa, si sarebbero dovuti aprire i paracadute secondo il piano di volo, ma questo non avvenne. La NASA non diede alcuna risposta sul probabile malfunzionamento, ma comunicò solamente che tutti gli obbiettivi prefissati erano stati raggiunti con successo.
Poco dopo il lancio, fu evacuata la rampa da cui era partito Ares, a causa della rottura di una conduttura di propellente.